# Ranunculus sulphureus
Ranunculus sulphureus — вид трав'янистих рослин родини Жовтецеві (Ranunculaceae), поширений на півночі Північної Америки, в арктичній Європі й арктичній Росії. Етимологія: лат. sulphureus — жовтий, як сірка.

## Порівняння
Ranuculus suphureus і R. nivalis обидва мають темно-коричневе волосся на «чашолистках», тоді як R. arcticus і R. wilanderi мають біле волосся. Листя R. arcticus і R. wilanderi з широкою середньою лопаттю і дуже вузькими бічними, R. nivalis із розмірено глибоко лопатевим листям, R. sulphureus із широким, неглибоко лопатевим листям, R. acris і R. subborealis із рівномірно глибоко розділеним листям і R. repens з трьома окремими листочками. Квітколоже у R. sulphureus запушене довгим каштановим волоссям; плоди голі або з довгим каштановим волоссям, натомість у R. nivalis квітколоже голе або з коричневим волоссям тільки верхівково, плоди завжди безволосі.

## Опис
Це багаторічні поодинокі трави з одним квітковим стеблом або утворює невеликі купини з кількома квітковими стеблами. Квітконосні стебла прості, випростані, 10–30 см заввишки. Стебла і листки зі змінним, але розрідженим покривом коричневого волосся. Листки чергові. Прикореневі листи з черешком зазвичай 2–10 см завдовжки; листові пластини 1.5–2(3) × (1)1.5–2.5(3.5) см,  округлі в загальних рисах, клиноподібні або усічені при основі, лопаті тупих або гострі. Стеблові листки сидячі, пальчасті або пальчастороздільні з 3–5 лінійними лопатями.
Квіти Ranunculus і Coptidium мають зелені чашолистки й жовті або білі пелюстки; однак, як видається, чашолистки еволюційно є листочками оцвітини, себто пелюстками і, як видається, пелюстки є видозміненими тичинками. Надалі, ці два види квіткових листочків позначено як «чашолистки» і «пелюстки». 
Квітки поодинокі, радіально-симетричні, з 5 «чашолистками» і «пелюстками». «Чашолистки» 6–10 × 4–6 мм, яйцевидої або оберненояйцевидої форми, зі щільним покривом темно-коричневих ворсинок. «Пелюстки» 8–11 × 7–11 мм, округлі, яскраво-жовті, з коричневими жилками, коли сухі. Численні тичинки (>30) яскраво-жовтого кольору, 1–4 мм завдовжки. Квітколоже більше у висоту, ніж у ширину, з довгими коричневим волоссям між горішками (видимі з ручним об'єктивом). Плодолистки численні, вільні. Плоди-горішки гладкі або з довгими коричневими волоссям і з носиками 1–1.5 мм довжини від прямих до різноманітно вигнутих. Голови горішків круглі або довгасті, 0.5–1 × 0.5–1 см.

## Відтворення
Статеве розмноження насінням; вегетативного розмноження немає. Квіти й плоди регулярні, горішки численні. Горішки частково розсіюються тваринами, до хутра яких чіпляються гачкуватими носиками. В іншому випадку, ймовірно, поширюються проточною водою і, можливо, вітром.

## Поширення
Північна Америка (Ґренландія, Північна Канада, Аляска — США); Євразія (арктичні, найпівнічніші частини Норвегії [вкл. Шпіцберген], Фінляндії, Швеції, Росії). 
Населяє луки і вологі схили, часто навколо краю снігопокривних ділянок, неглибокі болота, вологу мохову тундру й обабіч потоків. Зазвичай росте в добре вкритих рослинністю місцях, але іноді трапляється на голій землі. Субстрат варіюється від глини до каменів (усі фракції). Здається, віддає перевагу субстратам від приблизно нейтральної до основної реакції ґрунту (рН), уникаючи найбільш кислі місця.